# رشق (كرة المضرب)
الرَّشْق أو تسديدة طائرة أو (بالعامية: على الطاير) في كرة المضرب هي ضربة مضرب تُضرب فيها الكرة قبل أن تلمس الأرض. يضرب اللاعب كرة وهو يقف قرب الشبكة، وقد يمكن تنفيذه بعيدًا في منتصف ملعب كرة المضرب أو حتى بالقرب من خط الأساس.
الهدف الأساس من الرشق هو الاستمرار في الهجوم وتقليص الوقت المتاح للخصم للرد. الميزة أخرى هي أن اللاعب يلغي أي احتمال للارتداد السيئ من سطح غير مستو في الملاعب الترابية والعشبية. وإذا كان الرشق بالقرب من الشبكة فسيكون لديها خيار أوسع من الزوايا لإرسالها لملعب الخصم. رد الفعل السريع والتناسق بين اليد والعين مطلوبان لتنفيذ هذه الضربة.